# بوقرون (مسلسل)
بوقرون هو مسلسل تلفزيوني خيالي كوميدي جزائري عُرض لأول مرة في رمضان 1439 هـ (2018) على شاشة الشروق تي في.

## قصة مسلسل
مسعود شخصية عبقرية، لكنه قد يعاني من بعض سوء الحظ أو الإهمال الطفيف في حساباته. بعد أكثر من عشرين عامًا من العمل الشاق، ينجح أخيرًا في اختراع آلة الزمن، ويحدد وجهته إلى المستقبل البعيد، ربما ليشهد تقدم البشرية أو ليحقق حلمًا ما. لكن المفاجأة الكبرى تحدث عندما يجد نفسه قد سافر إلى الماضي بدلًا من المستقبل.

## الممثلون
البطولة
- ريم غزالي
- حميد عاشوري
- نوال زعتر
- فوزي سايشي
- كمال بوعكاز
- خامسة مباركية
- زكريا بن محمد
- عايدة عبابسة
- عماد بن شني
- مها شتورو
- محمد اسلام مختاري

وعدة نجوم وممثلين جزائريين

## روابط خارجية
- بوقرون على موقع قاعدة بيانات الأفلام العربية